# Людина-омар з Марса
«Людина-омар з Марса» (англ. Lobster Man from Mars) — американський комедійний фільм 1989 року

## Сюжет
Впливовий кінопродюсер Шелдрейк опиняється у великих боргах. Єдиний спосіб уникнути неприємних наслідків — зняти «провальний» фільм, і часу на це менше тижня. Порятунок приходить у вигляді підлітка Стіві Горовиця, який пропонує йому купити знятий ним аматорський фільм «Людина-омар з Марса».
У фільмі розповідається про те, що на Марсі закінчилося повітря. Тоді правитель планети вирішує забрати повітря з планети Земля. Для цієї мети він посилає на нашу планету Людину-омара, який харчується людьми. На Землі двоє молодих людей Джон і Мері бачать, як приземлюється іншопланетянин. Вони намагаються попередити місцеву владу, але їм ніхто не вірить. Тоді вони вирішують самостійно відстояти свободу рідної планети.

## У ролях
- Дебора Форман — Мері
- Дін Джейкобсон — Стіві Горовіц
- С.Д. Немет — Людина-омар
- Ентоні Гікокс — Джон
- Тоні Кертіс — Джей Пі Шелдрейк
- Мінді Кеннеді — Теммі
- Філ Проктор — Лу
- Тім Холдеман — Марвін
- Боббі Пикетт — Астролог / Король Марса
- Річард Райт — Бородатий раб
- Ава Фабіан — Королева Марса
- Сейдж Вітфілд — красива марсіанська дівчина
- Еріка Еванс — красива марсіанська дівчина
- Роберт Бриз — інший раб
- Томмі Следж — детектив
- Джим Бентлі — Руфус
- Скіп Янг — Зіп